# イーネット・フロンティア
株式会社イーネット・フロンティア（英: E-NET FRONTIER Co.,Ltd.）は、かつて存在していた日本の映像コンテンツ制作会社である。ゲオグループの一社。代表者は濱口大輔。
「イーネット・フロンティア」のレーベル名で映像ソフトの企画・制作・販売および卸売を行っていた。

## 概要
映像ソフトの卸売販売を目的にポニーキャニオンエンタープライズとシーエスロジネットの合弁により、2000年（平成12年）4月に設立された。2003年（平成15年）11月には、ゲオが一部出資した。2005年（平成17年）8月にグレード・コミュニケーション（2006年〈平成18年〉8月、ゲオサプライに商号を変更）が全株式を取得し、子会社化した。
ゲオサプライ（大手オーディオレンタルFCチェーンストア・ゲオ全額出資子会社）が子会社化した経緯から、同社はゲオの傍系会社とみなされていたが、2010年（平成22年）10月1日にゲオサプライがゲオに吸収合併されたことにより、ゲオ（現：ゲオホールディングス）の100%子会社となった。
2023年11月には同月発売作品をもって主軸であったグラビアアイドルDVD事業から撤退し、公式サイトも2024年5月末以降は発売済み商品の紹介ページがすべて抹消され、トップページにサービス終了の告知を掲載するのみとなった後、消滅している。